# Karamete Point
Der Karamete Point (von japanisch からめて岬 Karamete-misaki, deutsch ‚Hintertürkap‘) ist eine Landspitze an der Prinz-Harald-Küste des ostantarktischen Königin-Maud-Lands. An der Ostküste der Riiser-Larsen-Halbinsel liegt sie unmittelbar östlich des Kita-karamete Rock.
Die Benennung erfolgte 1973 durch das Hauptquartier der japanischen Antarktisforschung nach Erkundungen des Gebiets durch japanische Forscher. Das US-amerikanische Advisory Committee on Antarctic Names überführte diese Benennung 1975 in einer Teilübersetzung ins Englische.